# رايموند تشاندلر
رايموند تشاندلر (بالإنجليزية: Raymond Chandler)‏ (23 يوليو 1888 - 1959)، أديب أمريكي. ولد في الولايات المتحدة ثم انتقل للعيش في بريطانيا العظمى عام 1895 إثر طلاق والديه. عاد للعيش في الولايات المتحدة عام 1912. انخرط في الجيش الكندي عام 1917 وحارب في فرنسا إلى حين بداية الهدنة حيث عاد للعيش في لوس أنجلوس، وتعرف على امرأة تكبره بسنوات عديدة اسمها سيسي باسكال وتزوجها فيما بعد.
بدأ في كتابة القصص البوليسية ونشر أول قصة له في مجلة «بلاك ماسك» (القناع الأسود) عام 1933، ونشر روايته الأولى (السبات العميق) عام 1939. وعلى إثر نجاح رواياته اشتغل مع هوليود حيث كتب عديد السيناريوهات، وخاصة مع المخرج بيلي وايلدر الذي كتب له سيناريو مقتبساً من رواية «تعويض مزدوج» لجميس كاين (1944)، ومن بين سيناريوهاته أيضاً «الداليا الزرقاء» (1946). قضى معظم وقته في كتابة الروايات والقصص والرسائل والمقالات والسيناريوهات.
توفيت زوجته سيسي سنة 1954 فأدمن الكحول. توفي تشاندلر عام 1959.

## الاستقبال النقدي
أعجبوا النقاد والكتاب بشدة بنثر تشاندلر، ومنهم ويستن هيو أودن وإيفلين ووه وإيان فلمنغ. في حوار إذاعي مع تشاندلر، قال فلمنغ إن تشاندلر عرض «قدم أفضل الحوارات المكتوبة في أي عمل نثري حاليًا». وصف كاتب الغموض المعاصر باول ليفين أسلوب تشاندلر بأنه «المعادل الأدبي للكمة سريعة على البطن». استوحى تشاندلر أسلوبه القاسي سريع الحركة من داشييل هاميت في الغالب، لكن تشبيهاته الغنائية العنيفة من إبداعه وحده، مثل: «تبدو فوهة اللوجر مثل بداية نفق الشارع الثاني»؛ «كان لديه قلب كبير كأحد وركي ماي وست»؛ «الرجال القتلى أثقل من القلوب المكسورة»؛ «عدت إلى سلم السفينة ونزلت عليه بحذر كما تمشي القطة على الأرضية المبللة». أعادت كتابة تشاندلر تعريف أدب التحري، وأدت إلى صياغة صفة «تشاندلري»، وأصبحت حتمًا موضوع للمحاكاة الساخرة. ومع ذلك، فإن المحقق فيليب مارلو ليس رجلًا صلبًا نمطيًا، وإنما رجل معقد وأحيانًا عاطفي يملك عدد قليل من الأصدقاء، التحق بالجامعة ويتحدث بعض الإسبانية ويعجب أحيانًا بالمكسيكيين، وهو دارس للشطرنج والموسيقى الكلاسيكية. هو رجل يرفض رسوم العميل لوظيفة يعتبرها غير أخلاقية.
إن التقدير الكبير الذي يحظى به تشاندلر اليوم يتناقض بشكل عام مع القنص النقدي الذي لسع المؤلف طيلة فترة حياته. في رسالة إلى بلانش كنوبف في مارس عام 1942 كتب تشاندلر ما يلي: «ما يزعجني هو أنني أكتب شيئًا قاسيًا وسريعًا ومليئًا بالفوضى والقتل، أُنتقَد لكوني قاسيًا وسريعًا ومليئًا بالفوضى والقتل. وعندما أعمل على تهدئة الأمور وتطوير الجانب العقلي والعاطفي للموقف، أُنتَقَد لترك ما كتبته في المرة الأولى».
تتمتع أعمال تشاندلر بإشادة عامة اليوم مع انتقاد جوانب معينة من كتاباته. وصف مراجع واشنطن بوست باتريك أندرسون حبكاته بأنها: «غير مترابطة في أحسن الأحوال وغير متسقة في أسوأ الأحوال». فمن المعروف أن تشاندلر لم يعرف من قتل السائق في رواية السبات العميق. كذلك، انتقد معاملة تشاندلر لشخصيات السود والإناث والمثليين واصفًا إياه بأنه «رجل قذر إلى حد ما في بعض الأحيان». مع ذلك، امتدح أندرسون تشاندلر بأنه: «ربما كان الكاتب ذو الصياغة الأجمل بين كبار كتاب الجرائم».
كتب تشاندلر قصصه ورواياته القصيرة بشكل مثير للإعجاب، حيث نقل الزمان والمكان والأجواء في لوس أنجلوس وضواحيها في ثلاثينيات وأربعينيات القرن العشرين. وفيها كانت الأماكن حقيقية بأسماء مستعارة، فمثلًا: باي سيتي هي سانتا مونيكا والبحيرة الرمادية هي البحيرة الفضية ووادي إيدل هو مجموعة من مجتمعات وادي سان فيرناندو الثرية.
تعتبر رواية بلاي باك أو أعد التشغيل الرواية الوحيدة التي لم تُقتَبَس سينمائيًا. ويعد فيلم السبات العميق (1946) أبرز الاقتباسات السينمائية له من إخراج هوارد هوكس وبطولة همفري بوغارت بدور فيليب مارلو ومشاركة ويليام فوكنر في كتابة السيناريو. امتلكت جهود تشاندلر القليلة في كتابة السيناريو والاقتباس السينمائي لرواياته تأثيرًا على أفلام النوار الأمريكية من حيث الأسلوب والمواضيع.
عدّل المخرج روبرت ألتمان شخصية مارلو لينقل الرواية إلى السبعينات باقتباسه السينمائي لرواية الوداع الطويل في فيلم نوار جديد يحمل نفس الاسم عام 1973.
كان تشاندلر أيضًا ناقدًا مميزًا للخيال البوليسي. مقالته «فن القتل البسيط» هي المقالة الأساسية في هذا المجال.

## الأعمال الروائية
- 1939: السبات العميق
- 1940: وداعا يا جميلتي
- 1942: النافذة الكبرى
- 1943: سيدة البحيرة
- 1949: الأخت الصغرى
- 1954: الوداع الطويل
- 1958: بلايباك
- 1959: بودل سبرينغس (نشرت بعد وفاته)

## روابط خارجية
- رايموند تشاندلر على موقع IMDb (الإنجليزية)
- رايموند تشاندلر على موقع الموسوعة البريطانية (الإنجليزية)
- رايموند تشاندلر على موقع مونزينجر (الألمانية)
- رايموند تشاندلر على موقع ألو سيني (الفرنسية)
- رايموند تشاندلر على موقع ميوزك برينز (الإنجليزية)
- رايموند تشاندلر على موقع أول موفي (الإنجليزية)
- رايموند تشاندلر على موقع قاعدة بيانات الأفلام السويدية (السويدية)
- رايموند تشاندلر على موقع إن إن دي بي (الإنجليزية)
- رايموند تشاندلر على موقع ديسكوغز (الإنجليزية)
- رايموند تشاندلر على موقع قاعدة بيانات الفيلم (الإنجليزية)